# Битва у Дирсхейма
Битва у Дирсхейма (фр. Bataille de Diersheim) — сражение между французскими войсками под командованием генерала Жана Моро с одной стороны и австрийскими войсками под командованием фельдмаршала Антона Старая с другой. Битва произошла у населённого пункта Дирсхейма около города Райнау в Германии  20 - 21 апреля 1797 года во время кампании 1797 года войны первой коалиции в эпоху французских революционных войн. Рейнско — Мозельская армия дивизионного генерала Жана Моро, переправившись через Рейн на правый берег у Дирсхейма, в двухдневном сражении выдержала контрудары австрийских войск, пытавшихся сбросить ее в реку, и перешла в наступление.

## Перед сражением
В марте 1797 года, когда Наполеон Бонапарт, разбивший австрийские войска на территории Италии, готовился перейти через Альпы в Австрию, французское руководство решило начать совместное наступление на Рейне, чтобы помешать австрийцам перебросить подкрепления на восток для защиты Вены. Генерал Гош с 70 тысячной Самбра - Маасской армией и генерал Моро с 60 тысячной Рейнско - Мозельской армией должны были перейти Рейн. Как и в 1796 году, двум армиям не было приказано взаимодействовать друг с другом. Им противостояла армия фельдмаршала Латура, 40 тысяч которой располагались на верхнем Рейне, 25 тысяч Старая с 10 тысячами резервов и 20 тысячами войск в гарнизонах.13 апреля было объявлено о прекращении перемирия, и 18 апреля Гош переправился через Рейн и одержал победу при Нойвиде.

## Первый день сражения
Моро решил переправиться через Рейн в Гамбсхейме к северу от Страсбурга, недалеко от места, где река Илль впадает в Рейн, тайно собрав лодки. В ночь с 19 на 20 апреля войска прибыли вовремя и достигли пунктов посадки недалеко от Кильстета, но к двум часам ночи ни одна из лодок не прибыла из-за низкой воды в Илле, из-за которой большинство лодок село на мель. У Моро было достаточно лодок, чтобы перевезти 1500 человек. Он решил переправиться двумя волнами.
Первая волна отплыла в шесть, и план почти сразу же сорвался. Австрийские орудия открыли огонь, и, чтобы избежать потопления, лодочники были вынуждены отказаться от высадки в районе Фрайштетта и вместо этого высадиться на острове недалеко от Дирсхейма. Французские гренадеры атаковали защищавших остров хорватов, служивших в австрийской армии, и заняли остров, через который на восточный берег Рейна стали переправляться первые подразделения, захватившие Дирсхейм.
Всю первую половину дня бои шли вокруг Дирсхейма, который переходил из рук в руки семь раз. После провала последней контратаки австрийцы остались в обороне до вечера, ожидая помощь из укрепленного лагеря в Келе. Австрийская линия шла от Хонау на восток до Линкса, затем на север вдоль ручья Хохенбах до Фрайштетта, прижимая французов к их плацдарму.
В два часа дня французы устроили паром через Рейн к острову перед Дирсхеймом и к вечеру перебросили через реку больше артиллерии и 400 кавалеристов.
В свою очередь, получив подкрепление, Старай вечером 20 апреля решил сделать последнюю попытку отбросить французов с восточного берега Рейна.  Атака началась с артиллерийского обстрела, в результате которого было подбито большинство французских орудий и подожжён Дирсхейм. Затем австрийцы заставили французскую пехоту отступить из деревни, захватив в плен генерала Жорди. Но справа генерал Даву захватил Хонау, в результате чего Старай задержал наступление из Дирсхейма. Это дало французам время собраться, и они вытеснили австрийцев из Дирсхейма, захватив деревню в четвертый и последний раз за день
В шесть часов вечера 20 апреля французы начали строительство лодочного моста через Рейн, и к полуночи он был завершен. Ночью Моро двинул свое правое крыло, кавалерию центра и резервную кавалерию через реку, и шесть дивизий генерала Лекурба готовились перейти по мосту.
Старай также получил подкрепление за ночь, и теперь у него было 16 пехотных батальонов, 20 кавалерийских эскадронов и 25 орудий вокруг Дирсхейма. Он не знал, что французы завершили строительство моста, и поэтому решил начать новую атаку рано утром 21 апреля и сбросить переправившихся французов в Рейн.
Моро также планировал атаковать утром. Дюфур должен был атаковать справа, между Хонау и Дирсхеймом. Вандам должен был атаковать из Дирсхейма, а Лекурб, перейдя реку, должен был занять позицию слева.

## Второй день сражения
Первыми атаковали австрийцы. В шесть часов утра они начали ожесточенный обстрел Дирсхейма, в то время как их колонны двинулись к этой деревне и к Хонау. Многие французские солдаты в Дирсхейме бежали от артиллерийского обстрела и пытались перебраться по лодочному мосту обратно на западный берег Рейна. Их остановили переходившие по мосту на правый берег гренадеры Лекурба, сбрасывая одних беглецов штыками в воду и плотным строем отталкивая других. Порядок был восстановлен.
Моро сумел предотвратить полную катастрофу, использовав свой кавалерийский резерв, благодаря которому ему снова удалось отбросить австрийцев из Дирсхейма и окончательно укрепиться на плацдарме.
После провала своей атаки Старай решил отступить к Шварцвальду, чтобы защитить проход по долине Кинциг к верховьям Дуная. Как только австрийцы начали отход, Моро приказал перейти в наступление. Французы догнали австрийский арьергард в Грисхайме, к северо-западу от Оффенбурга, где Кинциг переходит в горы, и быстро разогнали его. Это грозило превратить упорядоченное отступление австрийцев в бегство. Генерал О'Рейли попытался организовать арьергард между Бюлем и Оффенбургом, но был захвачен французами, и к концу дня Вандам достиг Генгенбаха, в пяти милях вверх по долине Кинциг.

## Результаты
Во второй половине дня 21 апреля французы вновь заняли укрепленный лагерь в Келе, напротив Страсбурга, место длительной осады предыдущей зимой. На следующий день, 22 апреля, они продвинулись на восток, к Ренхену, а 23 апреля Моро повернул на север, ожидая сражения с фельдмаршалом Латуром, который, наконец, стал приближаться с севера во главе 18000. Но так как пять дней назад Бонапарт подписал в Леобене предварительный договор о мире, и эта новость дошла до Латура первой, то когда французы продвинулись к австрийским позициям, их приветствовал парламентер, который сообщил им о мире. Французы отошли назад, и боевые действия на Рейнском ТВД закончились.